# Aufidi Namusa
Aufidi Namusa (en llatí: Aufidius Namusa) va ser un escriptor i jurista romà, un dels nombrosos deixebles de Servi Sulpici. Probablement formava part de la gens Aufídia, una gens romana d'origen plebeu.
Hi va haver deu deixebles de Servi Sulpici que van escriure els seus propis llibres seguint el camí del mestre. A partir de les obres d'altres, Namusa va compilar una obra dividida en cent vuitanta llibres. Aquesta obra és citada per Ulpià, Javolè i Juli Paule.